# EL95

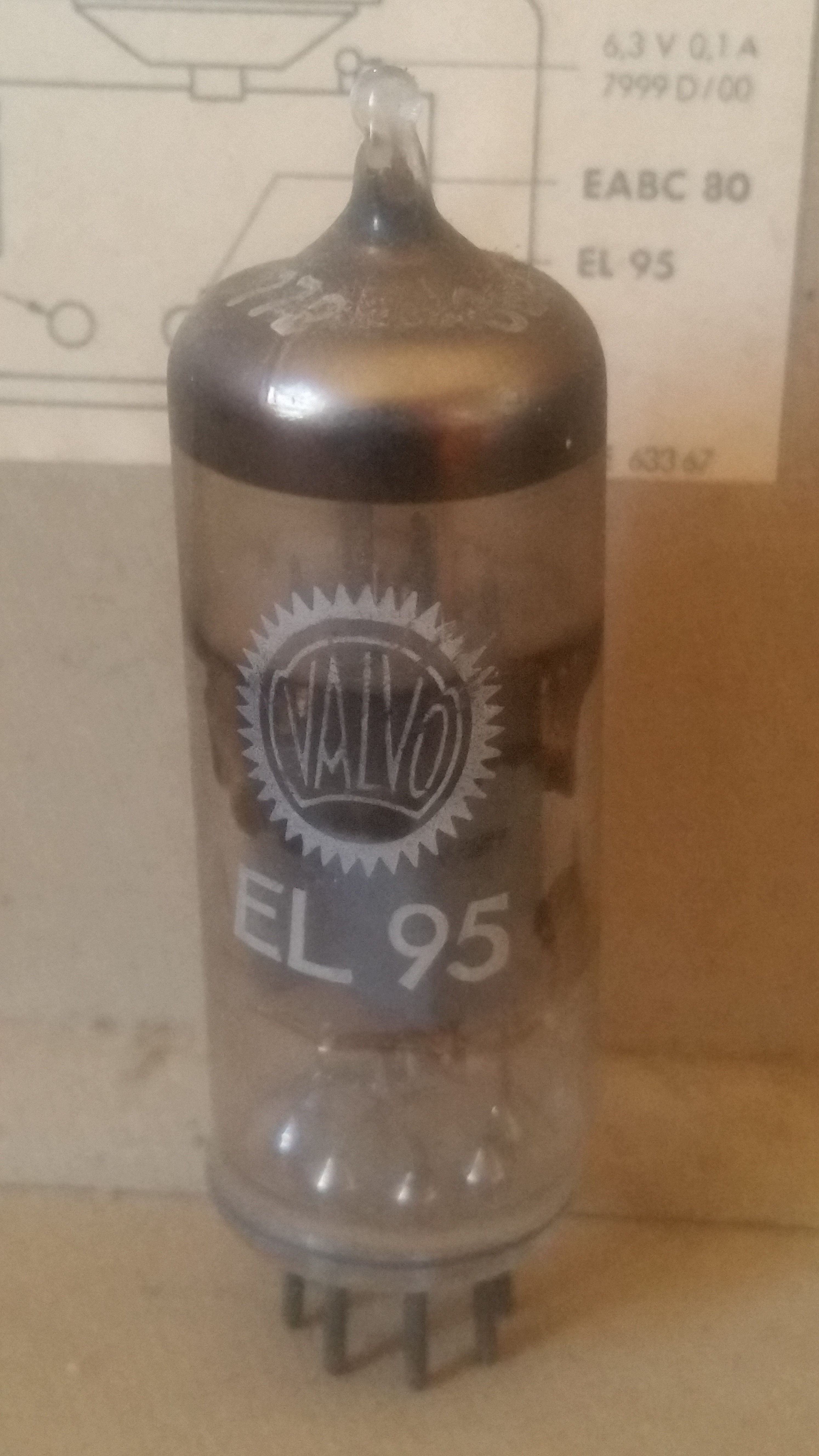
EL95 (Valvo) NF-Endröhre einer Philetta B2D93A von 1959

Bei der EL95 handelt es sich um eine Elektronenröhre in Form einer Pentode mit Miniatursockel (Pressglas). Sie wurde 1956 vom Philips Valvo-Konzern vorrangig als Niederfrequenz-Endpentode für den Einsatzbereich in Audioverstärkern entwickelt. Im Typisierungsschlüssel der ehemaligen US-amerikanischen Radio Electronics Television Manufacturers Association (RETMA, heute JEDEC) hat sie die Bezeichnung 6DL5. Die EL95/6DL5 wird auch heute noch in einigen Ländern gefertigt.

## Allgemeines
| Name                     | EL95    |
| Anodenspannung in Volt   | 250     |
| Anodenstrom in mA        | 25      |
| Sprechleistung in Watt   | 3       |
| Außenwiderstand in Ohm   | 8000    |
| Lautsprecherimped in Ohm | 5       |
| Untere Frequenz in Hz    | 50      |
| Sekundärwindungen        | 194 Wdg |

Als Eintaktverstärker erzielt die EL95 im A-Betrieb 3 W und als Gegentaktverstärker (2 Röhren im AB-Betrieb) 9,6 W Ausgangsleistung. Die dafür nötige Anodenspannung beträgt 220 V bis 250 V, der Anodenstrom liegt ungefähr bei 25 mA. Sie benötigt eine Heizspannung von 6,3 V bis maximal 7 V.
Die EL95 ist der Nachfolger der 1947 konstruierten Endpentode EL42, die weniger Leistung zur Verfügung stellen konnte und noch den unpraktischen Rimlocksockel (B8A) hatte.
Im Verhältnis zu anderen Röhren ist die EL95 eher klein: Sie weist eine Höhe von 60,3 mm und einem Durchmesser von 19 mm auf. Die EL95 gehört trotz der hohen Materialbelastungen im Betrieb zu den langlebigsten Endstufenröhren.

## Verwendung
Die EL95 wurde in den späten 1950er Jahren in Röhrenradios wie Graetz Fantasia 622, Blaupunkt Riviera 2540 und Nordmende Fidelio 59 630 im AB-Betrieb verwendet. Ab 1960 wurde sie in Geräten wie Graetz Fantasia 822, Blaupunkt Riviera 2643 und Saba Freudenstadt 11 erstmals im Stereobetrieb verwendet. In Röhrenverstärkern beziehungsweise Empfängern wie zum Beispiel Telefunken Opus 2430 wurde die 6DL5 auch verwendet.
Ein herausragendes Beispiel ist die Verwendung im Phonosuper Braun SK 4, besser bekannt als Schneewittchensarg.
Die EL95 wurde auch in zahlreichen Tonbandgeräten eingesetzt. Dabei diente sie im Wiedergabebetrieb wie in Rundfunkempfängern als Ton-Endverstärker, während sie im Aufnahmebetrieb häufig zur Erzeugung des hochfrequenten Wechselstroms verwendet wurde, der für die Löschung obsoleter Altaufnahmen durch den Löschkopf und für die Vormagnetisierung des Sprechkopfes benötigt wird.